# From the 13th Sun
From the 13th Sun är ett musikalbum av doom metal-gruppen Candlemass, utgivet 1999.

## Låtlista
1. Droid – 4:35
2. Tot – 6:01
3. Elephant Star – 4:54
4. Blumma Apt – 5:23
5. Arx/Ng 891 – 5:56
6. Zog – 5:52
7. Galatea – 4:49
8. Cyclo-F – 9:18
9. Mythos – 1:13